# Kelowna Centre (circonscription britanno-colombienne)
Circonscription électorale provinciale du Canada
Kelowna Centre est une circonscription provinciale de la Colombie-Britannique représentée à l'Assemblée législative de la Colombie-Britannique depuis 2024.

## Géographie
En 2024, la circonscription représente le territoire de l'ancienne circonscription de Kelowna West incluant le centre-ville de Kelowna et le quartier de Glenmore.

## Liste des députés
| Législature                                                                                   | Années                                                                                        | Député                                                                                        | Député                                                                                        | Parti                                                                                         |
| Kelowna Centre Circonscription issue de Kelowna West, Kelowna-Mission et Kelowna-Lake Country | Kelowna Centre Circonscription issue de Kelowna West, Kelowna-Mission et Kelowna-Lake Country | Kelowna Centre Circonscription issue de Kelowna West, Kelowna-Mission et Kelowna-Lake Country | Kelowna Centre Circonscription issue de Kelowna West, Kelowna-Mission et Kelowna-Lake Country | Kelowna Centre Circonscription issue de Kelowna West, Kelowna-Mission et Kelowna-Lake Country |
| --------------------------------------------------------------------------------------------- | --------------------------------------------------------------------------------------------- | --------------------------------------------------------------------------------------------- | --------------------------------------------------------------------------------------------- | --------------------------------------------------------------------------------------------- |
| 43e                                                                                           | 2024–en cours                                                                                 |                                                                                               | Kristina Loewen (en)                                                                          | Conservateur                                                                                  |